# Boni (Benin)
Boni è un arrondissement del Benin situato nella città di Savè (dipartimento delle Colline) con 8.882 abitanti (dato 2006).